# Queenwood
Queenwood est une banlieue du nord de la cité de Hamilton située dans l ’île du Nord de la Nouvelle-Zélande.

## Situation
Celle-ci est séparée de la banlieue de Chartwell par le Parc de Chartwell (en) .
Elle est localisée entre River Road et Hukanui Road.
Elle est principalement formée d’une zone résidentielle avec une série typique de petits magasins. 